# Bryan (Teksas)
Bryan je grad u američkoj saveznoj državi Teksas. Prema popisu stanovništva iz 2010. u njemu je živjelo 76.201 stanovnika.